# Ковшов Юрій Олександрович
Ковшо́в Ю́рій Олекса́ндрович (нар. 5 вересня 1951, м. Кушка, Туркменська РСР, СРСР) — український вершник, що спеціалізується на змаганнях з виїздки. Чемпіон та срібний призер Олімпійських ігор 1980 року у Москві, срібний призер Всесвітніх кінних ігор 1990 року, багаторазовий призер чемпіонатів Європи у командній виїздці, чемпіон Радянського Союзу у індивідуальній виїздці. Учасник двох Олімпійських ігор (1980, 1988). Заслужений майстер спорту (1980).

## Біографія
Батько Юрія Ковшова був військовослужбовцем, закінчив Харківське кавалерійське училище, а у період народження Юрія працював начальником застави у туркменському місті Кушка. Незабаром його перевели у Мари, а у 1961 році, внаслідок скорочення армії, сім'я Ковшових переїхала до Ташкенту. Щоправда умови проживання там виявилися жахливими — у 1966 році почалися сильні землетруси, школи закрили, люди жили на вулицях у наметах. Проте сам у Ташкенті Юрій почав займатися кінним спортом, вступивши у 1965 році до лав кінно-спортивної школи «Спартак».
Незабаром Олександру Ковшову запропонували посаду тренера у Луганській кінно-спортивній школі і він разом з сім'єю вирішив перебазуватися поближче до нової роботи. Саме там Юрій почав займатися кінним спортом на справді серйозному рівні. За словами самого Ковшова, він перепробував усе — триборство, скачки, конкур, вольтижування, проте врешті-решт зупинився на виїздці.
У 1973 році Юрій Ковшов знову опиняється у Ташкенті. Саме з цього періоду і починається його кар'єра на дорослому рівні. У 1975 році Ковшов бере участь у Спартакіаді народів СРСР, де посідає 10-те місце та отримує запрошення до збірної. На Олімпійські ігри 1976 року у Монреалі Юрія не взяли, посилаючись на юний вік спортсмена, натомість для Івана Калити забрали його коня на ім'я Ігрок. Знайти спільну мову з конем Калита так і не зміг, виснаживши його фізично та морально. Після завершення Олімпіади Ковшов змушений був майже два роки займатися відновлення кондицій Ігрока. Однак після успішного виступу у Чемпіонаті СРСР 1978 року (4-те місце) Юрія знову позбавили його чотириногого партнера, віддавши коня іншому вершнику для участі у турнірі в Англії.
У 1979 році Юрій Ковшов разом з батьком брали участь однією командою у Спартакіаді, яка закінчилася для Юрія четвертою позицією у індивідуальному та командному заліку, а також черговим викликом до збірної СРСР. Увесь наступний рік Ковшов тренувався у Москві, встиг з'їздити на міжнародний турнір у Бельгію та отримати звання майстра спорту міжнародного класу. Олімпійські ігри 1980 року у Москві стали зірковим часом для Юрія та Ігрока — у командній виїздці збірна Радянського Союзу у складі Ковшова, Місевич та Угрюмова одержала впевнену перемогу, а у індивідуальному заліку Юрій поступився лише австрійці Елізабет Тойрер.
Після закінчення Олімпіади Ковшов продовжив тренування вже у Києві. Тривалий час Юрій Олександрович працював інструктором з кінного спорту в Державному комітеті з фізичної культури та спорту України. Ковшов був постійним учасником провідних кінних змагань у світі. Так у 1981 році він зайняв на чемпіонаті Європи у Австрії 8-е місце, роком пізніше був десятим на Чемпіонаті світу, а Чемпіонат Європи 1983 року завершнив на 15-й позиції. На Олімпійських іграх 1984 у Лос-Анджелесі всі пророкували збірній СРСР медалі, однак через політичні мотиви радянські спортсмени були позбавлені можливості змагатися керівництвом власної ж держави.
У 1988 році Юрій Ковшов знову змагався за олімпійське «золото», однак невдало. Радянський вершник посів лише 28-е місце у індивідуальному заліку та 4-те у командному, що, безсумнівно, було справжнім провалом. Втім, протягом наступних трьох років реноме радянського кінного спорту вдалося відновити — на Чемпіонаті Європи 1989, Всесвітніх кінних іграх 1990 та Чемпіонаті Європи 1991 збірна СРСР з Ковшовим у складі незмінно посідала друге місце.
Після розпаду Радянського Союзу Юрій Ковшов на певний час виїхав до Німеччини, де займався приватним викладанням, однак доволі швидко повернувся назад. Український кінний спорт на той час перебував у повному занепаді. В 1994 році Юрій Олександрович здобув ліцензію на Всесвітні кінні ігри у Гаазі, однак команду зібрати не вдалося і довелося продавати коня. Наступного року Ковшов, як тренер, розпочав працювати з Світланою Кисельовою, яка була однією з найталановитіших українських вершниць, неодноразово перемагала на міжнародних турнірах та брала участь у Олімпійських іграх 2012 у Лондоні.
До активних виступів на найвищому рівні Юрій Олександрович повернувся у 2002 році, взявши разом з Ольгою Климко участь у Всесвітніх кінних іграх 2002, що пройшли у іспанському місті Херес-де-ла-Фронтера, та задовольнився лише 58-м місцем у особистому заліку. У 2006 році Юрій Ковшов змагався у індивідуальній та командній виїздці на Всесвітніх кінних іграх у Аахені. На жаль, наша команда виявилася найслабшою серед 17-ти заявлених, а сам Юрій Олександрович посів 62-е місце серед 89-ти учасників.
Після серії не дуже вдалих виступів Ковшов зосередився на тренерській діяльності, готуючи нове покоління української виїздки.

## Спортивні результати[4]
| Рік  | Змагання                        | Місто                | Кінь    | МО | МК |
| ---- | ------------------------------- | -------------------- | ------- | -- | -- |
| 2006 | Всесвітні кінні ігри 2006       | Аахен                | Areal   | 62 | 17 |
| 2002 | Всесвітні кінні ігри 2002       | Херес-де-ла-Фронтера | Welcome | 58 | -  |
| 1991 | Чемпіонат Європи з виїздки 1991 | Донауешінген         | Buket   | 10 | 2  |
| 1990 | Всесвітні кінні ігри 1990       | Гаага                | Buket   | 9  | 2  |
| 1989 | Чемпіонат Європи з виїздки 1989 | Мондорф              | Buket   | 8  | 2  |
| 1988 | Літні Олімпійські ігри 1988     | Сеул                 | Barin   | 28 | 4  |
| 1986 | Чемпіонат світу з виїздки 1986  | Сідар-Веллі          | Buket   | 11 | 8  |
| 1985 | Чемпіонат Європи з виїздки 1985 | Копенгаген           | Rukh    | 9  | 3  |
| 1983 | Чемпіонат Європи з виїздки 1983 | Аахен                | Rukh    | 15 | 4  |
| 1982 | Чемпіонат світу з виїздки 1982  | Лозанна              | Igrok   | 10 | 6  |
| 1981 | Чемпіонат Європи з виїздки 1981 | Лаксенбург           | Igrok   | 8  | 3  |
| 1980 | Літні Олімпійські ігри 1980     | Москва               | Igrok   | 2  | 1  |

## Державні нагороди
- Орден «Знак Пошани» (1980)[5]
- Орден «Знак Пошани» (1984)[5]